# Campionat d'Europa d'escacs de la joventut
El Campionat d'Europa d'escacs de la joventut és un torneig d'escacs organitzat per la European Chess Union (ECU). Es divideix en categories per edats, Sub-10, Sub-12, Sub-14, Sub-16 i Sub-18. Fins al 2002, hi havia també una categoria Sub-20, que és actualment el Campionat d'Europa d'escacs juvenil.
L'edició de 2002 es va celebrar a Peníscola, i a l'edició de 2008 el català Xavi Vila es va proclamar campió d'Europa Sub-18.

## Guanyadors masculins
| Any        | Lloc            | Sub 8                   | Sub 10                   | Sub 12                | Sub 14                  | Sub 16                | Sub 18                   |
| ---------- | --------------- | ----------------------- | ------------------------ | --------------------- | ----------------------- | --------------------- | ------------------------ |
| 1991       | Mamaia          |                         | Adrien Leroy             | Péter Lékó            | Thomas Oral             | Andrei Istrăţescu     |                          |
| 1992       | Rimavská Sobota |                         | Krzysztof Gratka         | Peter Acs             | Péter Lékó              | Vadim Zviàguintsev    |                          |
| 1993       | Szombathely     |                         | Étienne Bacrot           | Valeri Gaprindashvili | Erald Dervishi          | Robert Kempiński      |                          |
| 1994       | Băile Herculane |                         | Qadir Huseynov           | Valeri Gaprindashvili | Karl Mah                | Alexei Chernuschevich | Robert Kempiński         |
| 1995       | Verdun          |                         | Arkadij Naiditsch        | Étienne Bacrot        | Serhí Fedortxuk         | Pavel Simacek         | Robert Kempiński         |
| 1996       | Rimavská Sobota |                         | Teimur Radjàbov          | Yuri Drozdovskij      | Evgeni Kobylkin         | Fabian Doettling      | Ruslan Ponomariov        |
| 1997       | Tallinn         |                         | Teimur Radjàbov          | Ilya Zarezenko        | Yuri Drozdovskij        | Alexander Kundin      | Mikheil Mchedishvili     |
| 1998       | Mureck          |                         | Dmytro Tishyn            | Teimur Radjàbov       | Aleksandr Riazàntsev    | Gabriel Sargissian    | Dennis de Vreugt         |
| 1999[1]    | Litochoro       |                         | Serguei Kariakin         | Borki Predojević      | Nidjat Mamedov          | Sergey Grigoriants    | Teimur Radjàbov          |
| 2000       | Kallithea       |                         | Ian Nepómniasxi          | Evgeny Romanov        | Mark Erwich             | Jan Markos            | Artiom Timoféiev         |
| 2001       | Kallithea       |                         | Vladimir Onischuk        | Ian Nepómniasxi       | Borki Predojević        | Ernesto Inarkiev      | Zviad Izoria             |
| 2002[2]    | Peníscola       |                         | Eltaj Safarli            | Ian Nepómniasxi       | Evgeny Romanov          | Aleksandr Kharitonov  | Xakhriar Mamediàrov      |
| 2003       | Budva           |                         | Samvel Ter Sahakyan      | Eltaj Safarli         | Sergei Zhigalko         | Csaba Balogh          | Mateusz Bartel           |
| 2004       | Ürgüp           |                         | Robert Aghasaryan        | Sanan Siuguírov       | Guiorgui Margvelaixvili | Rauf Məmmədov         | Radosław Wojtaszek       |
| 2005[3]    | Herceg Novi     |                         | Konstantin Nikologorskiy | Sanan Siuguírov       | Davit Benidze           | Zavèn Andriassian     | Paweł Czarnota           |
| 2006       | Herceg Novi     |                         | Arseny Shurunov          | Ivan Bukavxin         | Peter Prohaszka         | Romain Édouard        | Sergei Zhigalko          |
| 2007[4]    | Šibenik         |                         | Kiril Alekséienko        | Illia Nyjnyk          | Sanan Siuguírov         | Vugar Rasulov         | Ivan Šarić               |
| 2008       | Herceg Novi     |                         | Cemil Can Ali Marandi    | Kiprian Berbatov      | Ivan Bukavxin           | Illia Nyjnyk          | Xavier Vila Gázquez      |
| 2009       | Fermo           |                         | Benjamin Gledura         | Evgeny Zanan          | Kamil Dragun            | Gil Popilski          | Samvel Ter-Sahakian      |
| 2010       | Batumi          | Abdulla Azar Gadimbayli | Viktor Gazik             | Cemil Can Ali Marandi | Alexandr Bortnik        | Ivan Bukavxin         | Vasif Durarbeyli         |
| 2011       | Albena          | Alex Krstulovic         | Evgenios Ioannidis       | Haik M Martirosyan    | Cemil Can Ali Marandi   | Alexandr Bortnik      | Nils Grandelius          |
| 2012       | Praga           | Tsvetan Stoyanov        | Andrey Esipenko          | Haik M Martirosyan    | Jan-Krzysztof Duda      | Kacper Drozdowski     | Vadim Moiseenko          |
| 2013       | Budva           | Aydin Elshan Suleymanli | Kagan Aydincelebi        | Matviishen Viktor     | Jorden Van Foreest      | Kiril Alekséienko     | Vladímir Fedosséiev      |
| 2014       | Batumi          | Ilya Makoveev           | Mamikon Gharibyan        | Viktor Matviishen     | Timur Fakhrutdinov      | Cemil Can Ali Marandi | Avital Boruchovsky       |
| 2015[5]    | Poreč           | Mikhei Navumenka        | Ilya Makoveev            | Kirill Shubin         | Sergei Lobanov          | Leonid Sawlin         | Cemil Can Ali Marandi    |
| 2016[6][7] | Praga           | Artem Pingin            | Volodar Murzin           | Mamikon Gharibyan     | Salvador Guerra Rivera  | Timur Fakhrutdinov    | Manuel Petrosyan         |
| 2017       | Mamaia          | Giang Tran Nam          | Marc Andria Maurizzi     | Aydin Suleymanli      | Jonas Buhl Bjerre       | Andrey Esipenko       | Jesper Søndergaard Thybo |
| 2018       | Riga            | Jahandar Azadaliyev     | Artem Pingin             | Volodar Murzin        | Stefan Pogosyan         | Francesco Sonis       | Evgenios Ioannidis       |
| 2019       | Bratislava      |                         |                          |                       |                         |                       |                          |

## Guanyadores femenines
| Any        | Lloc            | Sub 8                 | Sub 10                | Sub 12                 | Sub 14                   | Sub 16                | Sub 18                 |
| ---------- | --------------- | --------------------- | --------------------- | ---------------------- | ------------------------ | --------------------- | ---------------------- |
| 1991       | Mamaia          |                       | Sabina Popescu        | Sofiko Tkeshelashvili  | Maia Lomineishvili       | Ilaha Kadimova        |                        |
| 1992       | Rimavská Sobota |                       | Regina Pokorna        | Alina Tarachowicz      | Antoaneta Stéfanova      | Inna Gaponenko        |                        |
| 1993       | Szombathely     |                       | Viktorija Čmilytė     | Iweta Radziewicz       | Natàlia Júkova           | Natalia Kiseleva      |                        |
| 1994       | Băile Herculane |                       | Aleksandra Kosteniuk  | Ana Matnadze           | Iweta Radziewicz         | Natàlia Júkova        | Monika Grabics         |
| 1995       | Verdun          |                       | Nadejda Kossíntseva   | Ana Matnadze           | Cristina Moshina         | Szidonia Vajda        | Marta Zielinska        |
| 1996       | Rimavská Sobota |                       | Tatiana Kossíntseva   | Aleksandra Kosteniuk   | Cristina Moshina         | Vladislava Kalinina   | Monika Bobrowska       |
| 1997       | Tallinn         |                       | Nana Dzagnidze        | Nadejda Kossíntseva    | Ana Matnadze             | Ekaterina Polovnikova | Anna Dorofeeva         |
| 1998       | Mureck          |                       | Anna Muzitxuk         | Marie Sebag            | Lela Javakhishivili      | Ana Matnadze          | Dana Reizniece         |
| 1999       | Litochoro       |                       | Silvia Raluca Sgarcea | Nana Dzagnidze         | Marie Sebag              | Ana Matnadze          | Dana Reizniece         |
| 2000       | Kallithea       |                       | Anna Muzitxuk         | Valentina Gúnina       | Ramara Chistiakova       | Natàlia Pogonina      | Nadejda Kossíntseva    |
| 2001       | Kallithea       |                       | Alena Tairova         | Iosefina Paulet        | Katerina Lahnó           | Maria Kursova         | Inga Charkhalashvili   |
| 2002       | Peníscola       |                       | Maria Muzitxuk        | Anna Muzitxuk          | Turkan Memedjarova       | Marie Sebag           | Alina Motoc            |
| 2003       | Budva           |                       | Nazi Paikidze         | Anastasia Bodnaruk     | Anna Muzitxuk            | Maria Fominykh        | Natàlia Pogonina       |
| 2004       | Ürgüp           |                       | Meri Arabidze         | Lara Stock             | Anna Muzitxuk            | Valentina Gúnina      | Salome Melia           |
| 2005[3]    | Herceg Novi     |                       | Varvara Mestnikova    | Nazi Paikidze          | Varvara Repina           | Inna Ivakhinova       | Salome Melia           |
| 2006       | Herceg Novi     |                       | Daria-Ioana Visanescu | Meri Arabidze          | Varvara Repina           | Kubra Öztürk[8]       | Anna Gasik             |
| 2007       | Šibenik         |                       | Cécile Haussernot     | Aleksandra Lach        | Nazi Paikidze            | Kubra Öztürk          | Inna Ivakhinova        |
| 2008       | Herceg Novi     |                       | Liza Kisteneva        | Anna Styazhkina        | Meri Arabidze            | Nazi Paikidze         | Kateřina Němcová       |
| 2009       | Fermo           |                       | Anna Vasenina         | Cécile Haussernot      | Marsel Efroimski         | Katarzyna Adamowicz   | Olga Girya             |
| 2010       | Batumi          | Gabriela Antova       | Oliwia Kiolbasa       | Aleksandra Goriàtxkina | Ulviyya Hasil Fataliyeva | Mariam Danelia        | Keti Tsatsalashvili    |
| 2011       | Albena          | Nurgyul Salimova      | Alicja Sliwicka       | Anna Vasenina          | Aleksandra Goriàtxkina   | Maria Severina        | Diana Baciu            |
| 2012       | Praga           | Mariya Kutyanina      | Anastasia Zotova      | Anastasia Avramidou    | Katsiaryna Beinenson     | Marja Tantsiura       | Aleksandra Goriàtxkina |
| 2013       | Budva           | Laura Czernikowska    | Anastasia Vuller      | Polina Shuvalova       | Gunay Mammadzada         | Anna Styazhkina       | Nastassia Ziaziulkina  |
| 2014       | Batumi          | Emilia Zavivaeva      | Malak Ismayil         | Ekaterina Goltseva     | Anastasia Avramidou      | Mai Narva             | Ulviyya Fataliyeva     |
| 2015[5]    | Poreč           | Veronika Veremyuk     | Galina Mironenko      | Elizaveta Solozhenkina | Anna Kochukova           | Anna Maja Kazarian    | Nino Khomeriki         |
| 2016[6][7] | Praga           | Alexandra Shvedova    | Zsoka Gaal            | Sila Caglar            | Aleksandra Maltsevskaya  | Fiona Sieber          | Nino Khomeriki         |
| 2017       | Mamaia          | Sofya Svergina        | Veronika Shubenkova   | Galina Mironenko       | Govhar Beydullayeva      | Olga Badelka          | Sona Asatryan          |
| 2018       | Riga            | Ekaterina Zubkovskaya | Alexandra Shvedova    | Olga Karmanova         | Ayan Allahverdiyeva      | Kamaliya Bulatova     | Aleksandra Dimitrova   |
| 2019       | Bratislava      |                       |                       |                        |                          |                       |                        |